# Pyłypowyczi (rejon zwiahelski)
Pyłypowyczi (ukr. Пилиповичі) – wieś na Ukrainie, w  obwodzie żytomierskim, w rejonie zwiahelskim, w hromadzie Zwiahel. W 2001 liczyła 1236 mieszkańców, spośród których 1223 wskazało jako ojczysty język ukraiński, 12 rosyjski, a 1 inny.